# Roynac
Roynac é uma comuna francesa na região administrativa de Auvérnia-Ródano-Alpes, no departamento de Drôme. Estende-se por uma área de 17,06 km². Em 2010 a comuna tinha 501 habitantes (densidade: 29,4 hab./km²).